# (36284) 2000 DM8
2000 دي أم 8 (ويعرف أيضًا باسم (36284) 2000 دي أم 8 وفق تسمية الكوكب الصغير) (بالإنجليزية: 2000 DM8)‏ هو كويكب ضمن حزام الكويكبات؛ وترتيبه 36284 من حيث الاكتشاف.
اكتُشف هذا الجُرم الفلكي بواسطة بحث لنكولن عن الكويكبات القريبة من الأرض في 27 فبراير 2000.

## وصلات خارجية
- (36284) 2000 DM8 في قاعدة بيانات مختبر الدفع النفاث لأجرام النظام الشمسي الصغيرة

- الاكتشاف · مخطط المدار ·  العناصر المدارية · المعلمات المادية

- (36284) 2000 DM8 على موقع ويكي سكاي: DSS2, SDSS, GALEX, IRAS, Hydrogen α, X-Ray, Astrophoto, Sky Map, Articles and images